# Mathieu Zana Etambala
Mathieu Zana Etambala (Congo-Kinshasa, 1955) is een Congolees-Belgisch historicus.
Hij werd geboren in Congo en kwam als zevenjarig kind naar België en groeide op in Zwevezele. Hij studeerde aan de KULAK en de KU Leuven. In 1989 werd hij doctor in de geschiedenis. Hij doceerde aan de KU Leuven en deed onderzoek naar de Congolese geschiedenis, meer bepaald in de periode 1876-1914. Hij was ook directeur van Missio en is onderzoeker bij het AfricaMuseum.

## Publicaties
- In het land van de Banoko. De geschiedenis van de Kongolese/Zaïrese aanwezigheid in België van 1885 tot heden (1993)
- Congo 55/65: van koning Boudewijn tot president Mobutu (1999)
- De teloorgang van een modelkolonie. Belgisch-Congo 1958-1960 (2008)
- Des écoliers congolais en Belgique (1888-1900). Une page d'histoire oubliée (2011)
- Veroverd. Bezet. Gekoloniseerd. Congo 1876-1914 (2020)

- Bibliothèque nationale de France: cb16550576h (data)
- Gemeinsame Normdatei: 1074953827
- International Standard Name Identifier: 0000 0000 4301 4956
- Library of Congress Control Number: n96084131
- Nederlandse Thesaurus van Auteursnamen: 099575809
- Réseau des bibliothèques de Suisse occidentale: 02-A020293293
- Système universitaire de documentation: 157799522
- Virtual International Authority File: 18951155